# Inácio do Nascimento Morais Cardoso
Inácio do Nascimento Morais Cardoso (ur. 20 grudnia 1811 w Murça − zm. 23 lutego 1883 w Lizbonie) – portugalski duchowny katolicki, kardynał, Patriarcha Lizbony.

## Życiorys
Święcenia kapłańskie przyjął 19 grudnia 1835. 28 września 1863 został wybrany biskupem Faro. Sakrę biskupią otrzymał 14 lutego 1863 w Lizbonie z rąk kardynała Manuela Bento Rodriguesa da Silvy. Uczestniczył w obradach Soboru Watykańskiego I. 25 kwietnia 1871 objął stolicę patriarchalną Lizbony, na której pozostał już do śmierci. 22 grudnia 1873 Pius IX wyniósł go do godności kardynalskiej z tytułem prezbitera SS. Nereo e Achilleo. W 1878 wziął udział w konklawe wybierającym Leona XIII.